# Levi Coffin

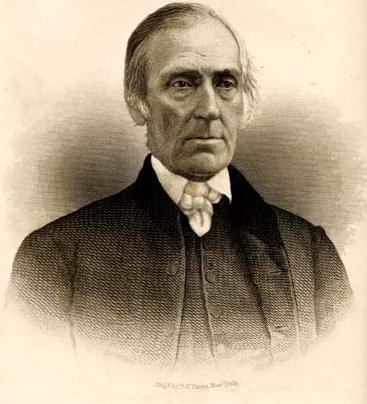
Levi Coffin (ca. 1850)

Levi Coffin (* 28. Oktober 1798 nahe New Garden, Guilford County, North Carolina; † 16. September 1877 in Avondale, heute Stadtviertel von Cincinnati, Ohio) war ein amerikanischer Quäker, Abolitionist und Geschäftsmann. Er war stark an der Underground Railroad in Indiana und Ohio beteiligt. Sein Haus wurde oftmals als „Grand Central Station der Underground Railroad“ bezeichnet. Auf Grund der entflohenen Sklaven, deren Zahl in die Tausende ging und durch seine Fürsorge, welche er ihnen bei ihrer Flucht vor ihren Herren zukommen ließ, trug er den Spitznamen „Präsident der Underground Railroad“.
Coffin immigrierte 1826 von North Carolina nach Indiana, nach einer Verfolgung der Quäker durch Sklavenhalter. In Indiana leitete er ein lokales Geschäft, war Filialleiter einer Niederlassung der Bank of Indiana in Richmond sowie Händler und Landwirt. Seine Stellung in der Gemeinde erlaubte es ihm, genügend Geldmittel zu versorgen, die für die Versorgung der Underground Railroad Tätigkeiten in seiner Region notwendig waren, was Nahrungsmittel, Kleidung und Transportmitteln einschloss. Auf Drängen von Freunden in der Anti-Sklaverei-Bewegung zog er 1847 nach Cincinnati und betrieb dort ein Warenlager, das nur Güter verkaufte, die von freien Arbeitern produziert wurden. Trotz beachtlicher Fortschritte in seinem Geschäft war das Unternehmen unrentabel, so dass er 1857 gezwungen war es zu verkaufen. Als die Sklaverei nach dem Amerikanischen Bürgerkrieg abgeschafft worden war, reiste Coffin quer durch den Mittleren Westen der Vereinigten Staaten und ins Ausland nach Frankreich und Großbritannien, wo er entscheidend an der Bildung von Hilfsorganisationen beteiligt war, welche die freien Sklaven mit Nahrungsmitteln, Kleidung, Geldmitteln und Bildung versorgten.

## Frühe Jahre

### Familie und Herkunft
Levi Coffin, Sohn von Levi Coffin Sr., wurde am 28. Oktober 1798 in einer Fabrik nahe New Garden, Guilford County, North Carolina geboren. Er war der einzige Sohn, hatte aber noch sechs Schwestern. Coffins Großvater immigrierte mit seinen Eltern um 1740 aus Leicestershire, England nach Neuengland. Coffins Vater wurde in den 1760er Jahren in Massachusetts geboren und wanderte von Nantucket nach North Carolina ein, wo er eine Farm in einer Quäker Gemeinde bewirtschaftete. Die Familie war stark durch die Lehren von John Woolman beeinflusst, der glaubte, dass die Sklavenhaltung nicht mit dem Glauben der Quäker vereinbar war und kämpfte deswegen für die Emanzipation der Sklaven. Coffins Eltern trafen Woolman wahrscheinlich 1767 während einer der religiösen Versammlungen in der Nähe ihres Hauses in New Garden mit den nicht-sklavenhaltenden Quäkerfamilien. Coffins Cousin, Vestal Coffin, besuchte wahrscheinlich ebenfalls die Versammlung. Vestel war einer der frühen Quäker, der entflohenen Sklaven in North Carolina bereits Anfang 1819 half.
Coffin wuchs auf der Farm seines Vaters auf, wo er eine geringe, wenn überhaupt, formale Bildung erhielt. Während seiner ganzen Kindheit kam er häufig mit Sklaven in Kontakt und sympathisierte daher mit ihnen. Mit seiner eigenen Beschreibung übereinstimmend, wurde er im Alter von sieben Jahren ein Abolitionist, nachdem er einen in einer Gruppe angeketteten Sklaven gefragt hatte, warum dieser gefesselt sei. Der Mann erwiderte, dass er daran gehindert worden war zu fliehen, um zu seiner Ehefrau und Kindern zurückzukehren. Dieses Ereignis verstörte den Jungen, der oft die Möglichkeit durchdachte, das sein eigener Vater ihm in einer ähnlichen Weise weggenommen würde. Im Alter von 15 Jahren half er seiner Familie dabei, entflohene Sklaven, die auf seiner Farm versteckt wurden, mit Nahrung zu versorgen. Als der repressive Fugitive Slave Act von 1793 rigoroser durchgesetzt wurde, war die Familie gezwungen, ihre Tätigkeiten bezüglich der Sklaven mit größerer Geheimhaltung durchzuführen, so dass sie damit begannen, die meisten ihrer illegalen Aktivitäten nachts durchzuführen. Die Situation verschlechterte sich zunehmend seit der Verabschiedung der Black Laws von 1804.

### Umzug nach Indiana
Von den frühen 1820er Jahren an wurden die Quäker in North Carolina wegen des unterstellten Beistands entflohenen Sklaven gegenüber verfolgt. 1821 eröffneten Coffin und sein Cousin eine Sonntagsschule, in der sie Sklaven das Lesen der Bibel lehrten. Das Vorhaben war von kurzer Dauer, da Sklavenhalter beide zwangen die Schule zu schließen. Tausende von Quäkern begannen, in das Nordwestterritorium zu ziehen, wo Sklaverei illegal  und das Land preiswert war. Es gab dort schon eine große Quäkergemeinde, die einflussreich in der Verabschiedung von verfassungsmäßigen Verboten der Sklaverei in Ohio und Indiana war. 1822 begleitete Coffin seinen Schwager Benjamin White auf seinem Umzug nach Indiana. Er blieb über ein Jahr in Indiana bei den Whites, bevor er nach North Carolina zurückkehrte. Coffin kam mit Berichten über Indiana und seinem Reichtum zurück. Er war überzeugt, dass die Quäker und die Sklaverei nicht koexistieren können und entschloss sich selbst, nach Indiana zu ziehen.
Am 28. Oktober 1824 heiratete Coffin seine langjährige Freundin Catherine White, die Schwester seines Schwagers. Die Zeremonie wurde im Hopewell Friends Meetinghouse in North Carolina abgehalten. Catherines Familie glaubte, dass sie entflohenen Sklaven geholfen habe und sie sich so bei dieser Tätigkeit getroffen hatten. Das Paar verschob ihren Umzug nach Indiana, da Catherine mit Jesse schwanger wurde, dem ersten von sechs Kindern, das 1825 geboren wurde. Coffins Eltern zogen im gleichen Jahr nach Indiana. Sie trafen sich 1826 in Newport, später umbenannt zu Fountain City, (Indiana).

## Underground Railroad

### Indiana

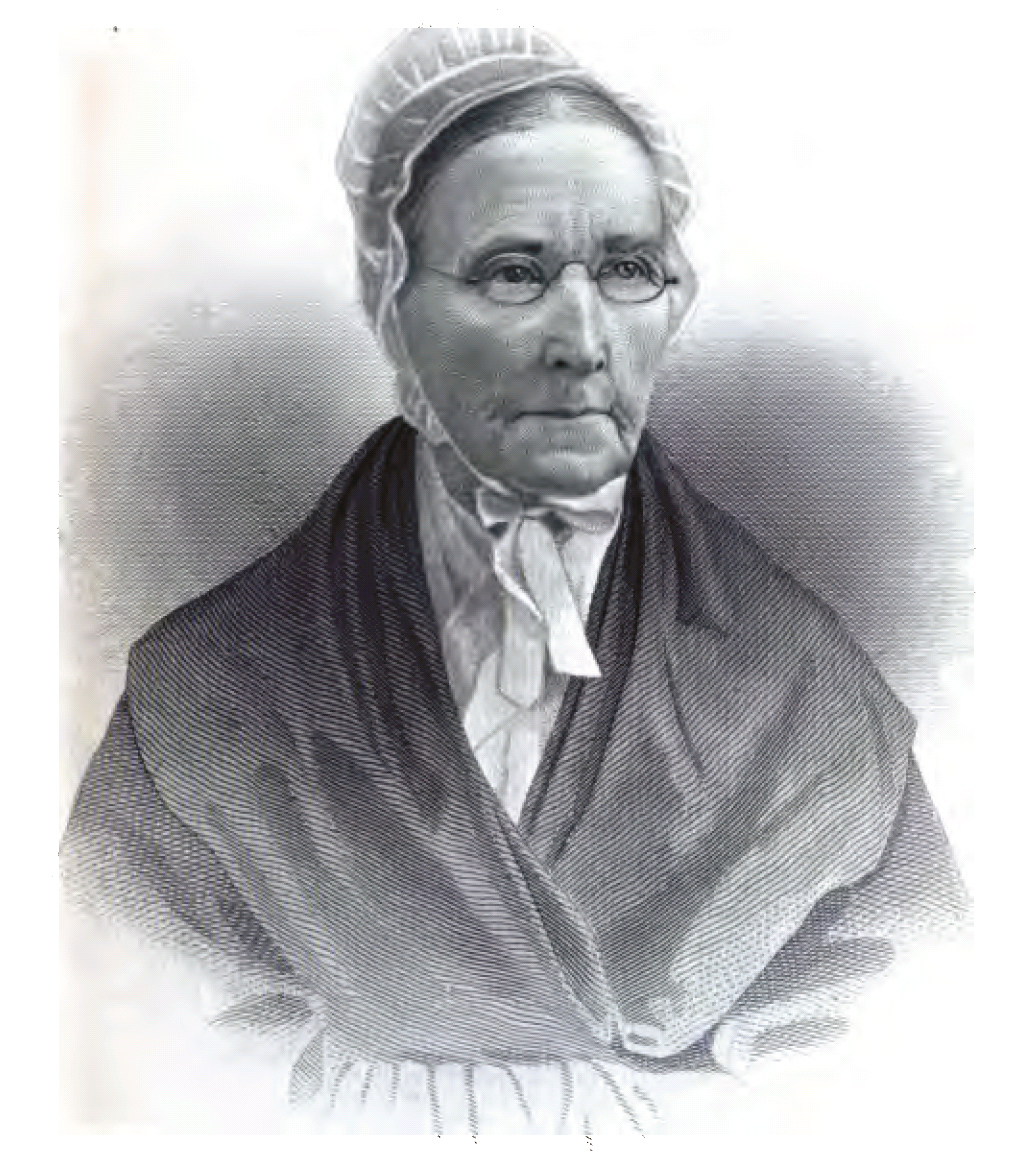
Catherine White Coffin (1879)

Nach seinem Umzug nach Indiana begann Coffin einen Landstreifen, den er bald nach seiner Ankunft kaufte, zu bewirtschaften. Innerhalb eines Jahres eröffnete er dann auch einen Gemischtwarenladen. Jahre später gaben ihm die Erfahrungen mit diesem Geschäft die Fähigkeit sich so erfolgreich in der Underground Railroad zu beteiligen, was in finanzieller Hinsicht eine kostspielige Unternehmung war. Mit seinen eigenen Bericht übereinstimmend, entdeckte er nicht lange nach seinem Umzug, dass sein Haus auf einer Linie der Underground Railroad Stops lag. Es rührte aus der Tatsache, dass sich eine große Gemeinde von freien Schwarzen nahe Newport befand, wo die flüchtigen Sklaven sich verstecken, bevor sie weiter nach Norden gingen. Oft wurden sie daher wieder gefangen genommen, da ihr Versteck gut bekannt war. Coffin war in Kontakt mit der schwarzen Gemeinde und machte ihnen klar, dass er bereit war die entlaufenen Sklaven in der Nähe seines Hauses zu verstecken, um sie besser zu schützen. Obwohl der Ausdruck „Underground Railroad“ bis zu den 1830er Jahren nicht benutzt wurde, operierte die Organisation in Indiana seit den frühen 1820er Jahren. Coffin wurde landläufig im System als die "mysterious Road" verwiesen.
Das erste Mal, dass er einen entlaufenen Sklaven in sein neues Haus brachte, war im Winter 1826/1827. Die Nachricht über sein Handeln breitete sich rasch inmitten der Gemeinde aus. Obwohl viele vorher besorgt gewesen, waren teilzunehmen, gesellten sie sich nach seinem Erfolg zu ihm. Die Gruppe bildete eine mehr formelle Route, wo die entlaufenen Sklaven von einem zum anderen Stop ziehen konnten, bis sie Kanada erreichten. Im Laufe der Zeit nahm die Zahl der entlaufenen Sklaven zu. Coffin schätzte, dass er im Durchschnitt einhundert entflohenen jährlich half. Coffins Haus wurde der Konvergenzpunkt von drei bedeutenden Fluchtrouten und zwar aus Madison, New Albany und Cincinnati. Die Flüchtigen versammelten sich bei seinem Haus und zeitweise wurden zwei Waggons gebraucht für ihren Transport nach Norden. Coffin transportierte sie in der Nacht von einem zum nächsten Stop. Sein Haus sah so viele Flüchtige passieren, dass es bekannt wurde als die „Grand Central Station der Underground Railroad“.
Coffins Leben war häufig von Sklavenfängern bedroht und viele seiner Freunde fürchteten um seine Sicherheit. Sie versuchten ihn von seinen Aktivitäten abzubringen, indem sie ihn vor der Gefahr für seine Familie und Geschäft warnten. Allerdings war Coffin tief durch seine religiösen Überzeugungen angetrieben und schrieb diese Ängste in seinem späteren Leben auf:

„Nach der Auflistung dieser Berater, erzählte ich ihnen ruhig, dass ich keine Verdammung für irgendetwas fühle, dass ich jemals für die flüchtigen Sklaven getan hatte. Wenn ich meine Schuldigkeit tue und bemüht bin die einstweiligen Verfügungen der Bibel zu erfüllen, beschädige ich mein Geschäft, so dass ich es dann aufgebe. Zu meiner Sicherheit, mein Leben war in den Händen meines himmlischen Herrn und ich fühlte, dass ich seine Zustimmung hatte. Ich hatte keine Angst vor der Gefahr, die mein Leben oder mein Geschäft zu bedrohen schien. Wenn ich meine Arbeit gewissenhaft, aufrichtig und fleißig erfülle, fühle ich, dass ich geschützt sein würde und dass ich genug zu der Unterstützung meine Familie getan hätte.“

Es gab eine Zeit, wo sein Geschäft nur sehr wenig abwarf. Nachbarn, die gegen seine Tätigkeit waren, boykottierten sein Geschäft. Allerdings wuchs die Bevölkerung von Indiana schnell und die Mehrheit der neuen Einwanderer unterstützten die Anti-Sklaverei, so dass Coffins Geschäft zu wachsen begann. Sein Wohlstand dehnte sich aus, so dass er eine beträchtliche Investition in die Bank of Indiana machte, als sie 1833 errichtet wurde. Er wurde bald der Filialleiter einer Niederlassung der Bank in Richmond (Indiana). 1836 baute er eine Mühle und begann Leinöl zu produzieren. Zwei Jahre später, 1838, baute Coffin ein neues doppelstöckiges Ziegelhaus und machte einige Änderungen an seinem Haus, um bessere Verstecke für die Sklaven zu schaffen. Eine Geheimtür wurde in dem Quartier der Dienstmädchen eingebaut, wo sich vierzehn Leute in der schmalen Zwischendecke zwischen den Wänden verstecken konnten. Der Raum wurde oft benutzt, als Sklavenfänger zu Coffins Haus kamen, um nach Entflohenen zu suchen.
Während der 1840er Jahre wurde Druck auf die Quäker-Gemeinden aufgebracht, die entflohenen Sklaven halfen. 1842 haben Führer der Religious Society of Friends, die Quäker Kirchengruppe, die von Coffin hörte, all ihren Mitgliedern geraten die Mitgliedschaft in den abolitionistischen Gesellschaften zu beenden und so die Aktivitäten bezüglich der entflohenen Sklaven. Sie beharrten darauf, dass die gesetzliche Emanzipation die beste Vorgehensweise war. Im nachfolgenden Jahr verleugneten sie Coffin und verstießen ihn aus ihrer Gemeinschaft wegen seiner aktiven Rolle, die er bei den freien Sklaven einnahm und seiner ablehnenden Haltung des Stopps. Coffin und andere Quäker, die seine Tätigkeiten unterstützten, separierten sich und bildeten die Antislavery Friends. Die zwei Gruppen blieben bis zu der Wiedervereinigung 1851 getrennt.
Trotz des Widerstands nahm seine Aktivität zu und er wollte mehr für die freien Schwarzen tun, um ihnen zu helfen. Catherine organisierte einen Nähverein, der sich in Coffins Haus traf, um Kleidung zu produzieren, die man den Entlaufenen gab. Andere Unterstützung war die Suche von Nachbarn, die verständnisvoll waren, jedoch nicht bereit waren Entflohene in ihre Häuser aufzunehmen. Durch diese Aktivitäten konnte er eine stabilen Versorgung an Gütern für die Operationen gewährleisten. Über die Jahre kam er zu der Erkenntnis, dass viele der Güter, die er in seinem Geschäft verkauft hatte, von Sklavenarbeitern produziert wurden. Durch Reisen lernte er Organisationen in Philadelphia und New York City kennen, die nur Güter verkauften, die von freien Arbeitern produziert wurden. Er begann damit einen Bestand von den Organisationen zu erwerben und verkaufte sie an seine abolitionisten Gefährten, wobei er durch den Verkauf dieser Produkte so gut wie keinen Gewinn machte.
Die Befürworter der freien Arbeit im Osten wollten eine ähnliche Organisation im Westen schaffen. Die Mitglieder der Salem Free Produce Association sprachen Coffin an, ob er interessiert sein würde die geplante Western Free Produce Association zu leiten. Anfangs lehnte er, sagte, dass ihm das erforderliche Geld fehle, um das Projekt zu finanzieren, und dass er nicht in die Stadt ziehen wollte. Verschiedene Gruppen übten Druck auf ihn aus, damit er die Stellung annahm, den es gab keinen sonst, der qualifizierter war unter den westlichen Abolitionisten. Er und seine Ehefrau waren glücklich mit ihren Countryleben und wollten nicht in die Stadt ziehen. Am Ende nahm er widerwillig an, jedoch stimmte nur zu das Lager fünf Jahre lang zu beaufsichtigen, bis das Geschäft gut laufen würde und er einige ausbilden könnte es zu leiten.

### Ohio
Mit Hilfe anderer Geschäftsmänner wurde ein Depot in Cincinnati eröffnet, was 1845 als Warenlager für Güter diente. Die Free Produce Association hatte 3.000 Dollar für die Eröffnung des Geschäfts aufgebracht. Coffin zog 1847 in die Stadt, wo er die Leitung des Großhandelslagerhauses übernahm. Er vermietete sein Geschäft in Newport, bevor er es verließ, da er beabsichtigte letztendlich zurückzukehren. Mit der Hilfe aus den östlichen Organisationen war er in der Lager Güter für den Markt zu beschaffen. Sein anhaltendes Problem war es imstande zu sein, Güter zu besorgen, die von freien Arbeitern gefertigt wurden und mit der gleichen Qualität produziert waren, wie die von Sklavenarbeitern. Das Problem plagte das Geschäft über Jahre hinweg, so dass das Unternehmen ständig um das Überleben kämpfte.

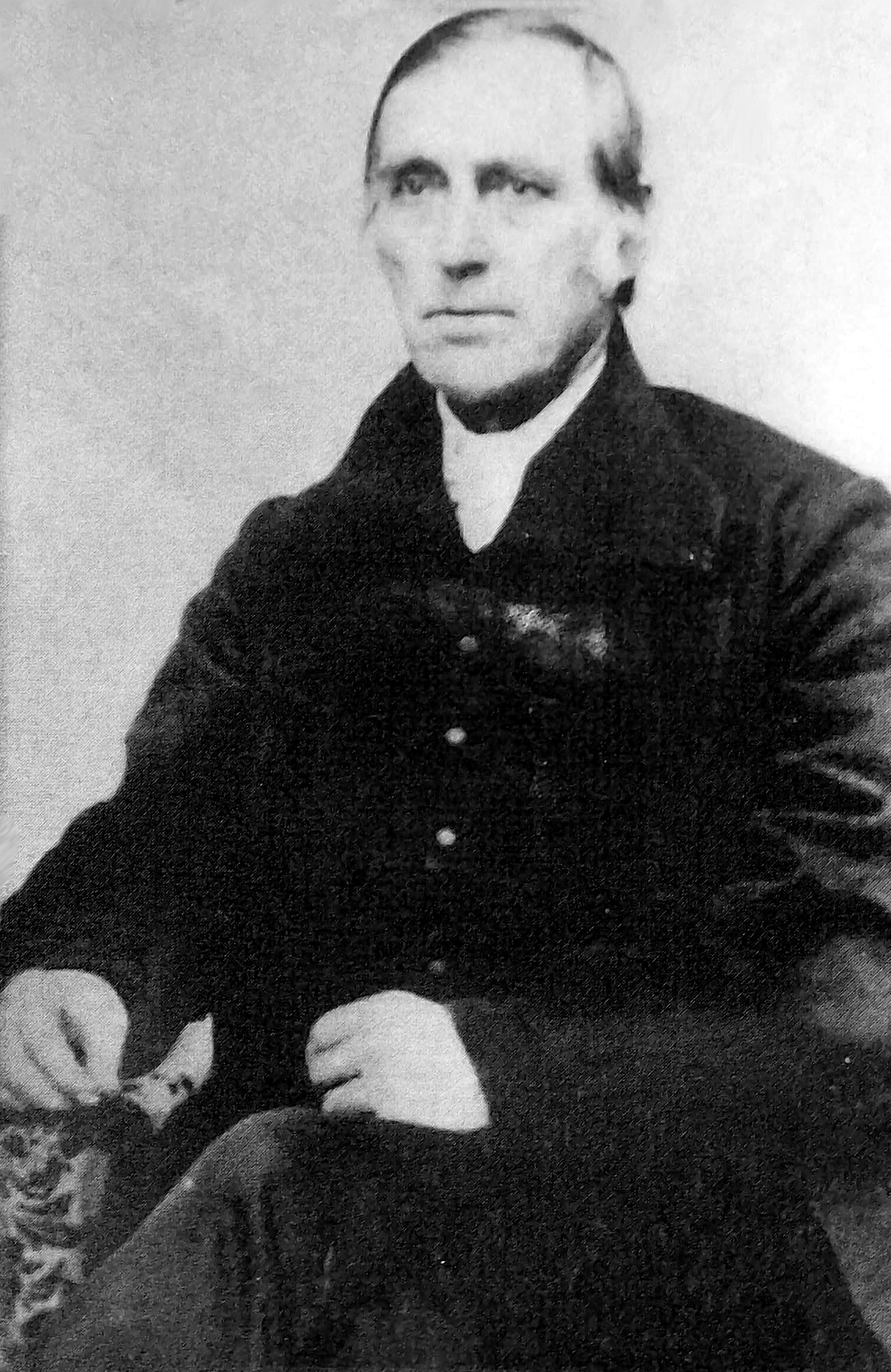
Levi Coffin (ca. 1865)

Das Problem verursache Coffin, als er begann in den Süden zu reisen, um dort Plantagen zu finden, die keine Sklaven einsetzten. Er hatte nur begrenzten Erfolg damit. Er fand eine Baumwollplantage in Mississippi, wo der Eigentümer alle seine Sklaven freigelassen hatte und sie als freie Arbeiter bezahlte. Die Plantage nagte am Hungertuch und alle Arbeiten wurden manuell getätigt. Coffin half dem Eigentümer, indem er eine Egreniermaschine erwarb, welche ihre Produktion in hohem Maße erhöhte, so dass eine beständige Versorgung mit Baumwolle seiner Gesellschaft gesichert war. Die Baumwolle wurde nach Cincinnati verschifft, wo sie in Stoff versponnen und verkauft wurde. Andere Trips nach Tennessee und Virginia waren weniger erfolgreich, obwohl er bei der Bekanntmachung der Bewegung mehr Erfolg hatte. Trotz seines konstanten Sorgfalt bei Geschäft, erwiesen sich die Probleme mit der Verfügbarkeit von billigen und qualitativen Produkten von freien Arbeitern als unüberwindbar, so dass Coffin 1857 das Geschäft verkaufen musste.
Cincinnati hatte schon eine große Anti-Sklaverei Bewegung in der Stadt und ebenfalls eine gewaltsame Vergangenheit mit Sklavereibefürwortern. Er erwarb ein neues Haus an der Ecke von Elm and Sixth Streets. Ferner war er weiter in der Underground Railroad aktiv, richtete einen neuen sicheren Unterschlupf in der Stadt ein und half ein großes Netzwerk in dem Gebiet zu organisieren. Am Anfang war er sehr vorsichtig, als er Sklaven half, bis er imstande war, Leute in der Gemeinde zu finden, denen er vertrauen konnte und sie ihm. Coffin zog einige Male in der Stadt um und ließ sich schließlich an der Wehrman Street nieder. Es war ein großes Haus und die Räume wurden sofort nach dem Betreten gemietet. Mit den vielen Gästen die kamen und gingen, war das Haus ein exzellenter Platz für einen Underground Railroad Stop ohne viel Misstrauen zu erregen. Catherine erstellte Kostüme für die Flüchtigen, die dann als Butler, Köche und andere Arbeiter verkleidet wurden. Einige von den Mulatten waren sogar imstande, als weiße Gäste durchzugehen. Die am häufigsten benutzte Verkleidung war die von einer Quäker-Frau. Der lange Kragen, lange Ärmel, Handschuhe, Schleier und ein großer Hut mit Krempe konnten den Träger völlig verstecken, sobald dieser seinen Kopf leicht geneigt herunter ließ.
Einer der vielen Sklaven, den Coffin half zu entfliehen, war Eliza Harris. Das Mädchen war aus dem Süden entflohen und überquerte den Ohio River in einer Winternacht, als dieser zugefroren war. Barfüßig und ihr Baby tragend, war sie erschöpft und nahe dem Tode, als sie Coffins Haus erreichte. Er versorgte sie mit Essen, neuen Schuhen und einem Obdach, bevor er ihr half nach Kanada in die Freiheit zu reisen. Harriet Beecher Stowe lebte zu der Zeit in der Stadt und war gut mit den Coffins bekannt. Die Geschichte bewegte sie so sehr, dass diese ihr für ihr Buch Onkel Toms Hütte diente. Levi und Catherine Coffin glaubten beide, dass sie das Quäker Paar waren, auf das sie sich in ihrem Buch bezog.
Coffins Rolle begann sich zu ändern, als der Amerikanische Bürgerkrieg näher kam. Er machte 1854 einen Trip nach Kanada und besuchte eine Gemeinde entlaufener Sklaven, welche dort lebte. Ferner half Coffin ein Waisenhaus für Schwarze in Cincinnati zu gründen. Sobald der Krieg 1861 ausgebrochen war, begann er und seine Gruppe sich darauf vorzubereiten den Kriegsverwundeten zu helfen. Obwohl er als Quäker gegen den Krieg war, unterstützte er ihre Sache. Er und seine Frau verbrachten beinahe jeden Tag in Cincinnatis Kriegshospital und halfen die Verwundeten zu versorgen. Sie bereiteten große Kübel Kaffee vor, verteilten diesen reichlich an die Soldaten und nahmen viele von ihnen zu sich nach Hause.
Coffin half 1863 die Western Freedman’s Aid Society zu bilden, welche den vielen freien Sklaven Unterstützung anbot. Als die Soldaten in den Süden zogen, erschossen einige der Sklavenhalter ihre Sklaven, während andere sie verließen und zwar ohne Nahrung oder Obdach. Die Gruppe begann Lebensmittel und Güter einzusammeln und verteilte sie an ehemalige Sklaven. Coffin ersuchte die Regierung das Freedment’s Bureau zu begründen, dass freien Sklaven Unterstützung anbot. Ferner half Coffin den freien Sklaven nach dem Krieg bei der Gründung von Geschäften und Bildung zu erhalten. Als Führer der Gesellschaft reiste er 1864 nach Großbritannien, um Hilfe für die Sklaven zu finden, die durch die Emanzipations-Proklamation befreit wurden. Seine Fürsprache führte zu der Bildung der Englishman’s Freedmen’s Aid Society.

### Tod und Vermächtnis
Nach dem Krieg brachte Coffin über 100.000 Dollar für die Western Freedman’s Aid Society auf, die freien Schwarzen Unterstützung anbot. Die Gesellschaft versorgte die neue freie Sklavenbevölkerung in den Vereinigten Staaten mit Nahrungsmittel, Kleidung, Geld und anderer Hilfe. 1867 besuchte er die International Anti-Slavery Conference in Paris. Coffin genoss es nicht im Blickpunkt der Öffentlichkeit zu stehen und sah seine Tätigkeit um Geld zu betteln als erniedrigend. Er verzeichnete in seinem Buch, dass er gerne die Stellung aufgegeben hätte, wenn ein neuer Führer für die Organisation gefunden war. Er war besorgt um das großzügig gegebenen Geld an alle Schwarzen, da er glaubte, dass einige von ihnen niemals in der Lage sein würden für sich selbst zu sorgen, außer wenn sie mit entsprechender Bildung und Farmen versorgt waren. Ferner glaubte er, dass die Gesellschaft nur ihre begrenzten Ressourcen an diejenigen geben sollte, die am besten von diesen profitieren könnten. Die Gesellschaft setzte ihre Arbeit bis 1870 fort, dem gleichen Jahr, wo Schwarzen durch eine Verfassungsänderung die Gleichberechtigung garantiert wurde.
Mit dem Kriegsaus wurde der 15. Zusatzartikel verabschiedet und die Sklaverei verbot, so dass Coffin in den Ruhestand ging. Er verzeichnete später in seinem Buch, dass "... Ich trat von meinem Amt zurück und erklärte die Tätigkeit der Underground Railroad als beendet." Er verbrachte sein letztes Jahr mit dem Schreiben eines Buches über die Aktivitäten der Underground Railroad und seines Lebens. Das Buch, Reminiscences of Levi Coffin, wurde 1876 herausgegeben und wird von Historikern als die beste Schilderung der Aktivitäten der Organisation aus erster Hand betrachtet. Coffin verstarb am 16. September 1877 um 14:30 Uhr nachmittags in seinem Haus in Avondale, Ohio. Seine Totenfeier wurde im Friends Meeting House in Cincinnati abgehalten. Die Daily Gazette berichtete, dass die Menschenmenge zu groß war und in die hunderte ging, um beherbergt zu werden, so dass sie draußen bleiben musste. Vier von seinen acht Sargträgern waren freie Schwarze, die mit Coffin in der Underground Railroad gearbeitet hatten. Er wurde auf dem Spring Grove Cemetery in einem unmarkierten Grab beigesetzt, da Quäker nicht an markierte Grabstellen glauben. Am 11. Juli 1902 errichteten Afroamerikaner in Cincinnati ihm zu Ehren ein 6 Fuß (1,8 m) großes Monument über Coffins Grab.
Coffins Haus in Fountain City, Indiana wurde 1967 durch den Staat Indiana erworben und in seinen ursprünglichen Zustand restauriert. Es ist heute ein National Historic Landmark und für die Besichtigung durch die Öffentlichkeit geöffnet.
Coffin war zum ersten Mal durch einen Sklavenfänger als „Präsident der Underground Railroad“ bezeichnet worden, der sagte: „Hier ist eine Underground Railroad in Betrieb und Levi ist ihr Präsident.“ Die Anrede wurde landläufig unter anderen Abolitionisten verwendet. Moderne Historiker schätzen, dass Coffin mehr als 2.000 entflohenen Sklaven half, obwohl Coffin selbst eine Zahl um die 3.000 schätzte. Einmal wurde er gefragt warum er Sklaven half, Coffin sagte: „Die Bibel befiehlt uns die Hungrigen zu speisen und die Nackten zu bekleiden, aber sagte nichts über die Farbe, und ich wollte versuchen den Lehren der Bibel zu folgen.“ Ein anderes Mal sagte er einfach: „Ich dachte, ich war mir immer sicher das Richtige zu tun.“

## Biographien
- Martin A. Klein: Historical Dictionary of Slavery and Abolition. Rowman & Littlefield, 2002, ISBN 0-8108-4102-9 (online).
- Elaine Landau: Fleeing to Freedom on the Underground Railroad: The Courageous Slaves, Agents, and Conductors. Twenty-First Century Books, 2006, ISBN 0-8225-3490-8 (online).
- Loderhose: Legendary Hoosiers: Famous Folks from the State of Indiana. Emmis Books, 2001, ISBN 1-57860-097-9 (online).
- Mary Ann Yannessa: Levi Coffin, Quaker: Breaking the bonds of slavery in Ohio and Indiana. Friends United Press, 2001, ISBN 0-944350-54-2 (online).

## Sonstige Literatur
- Claus Bernet: Coffin, Levi. In: Biographisch-Bibliographisches Kirchenlexikon (BBKL). Band 31, Bautz, Nordhausen 2010, ISBN 978-3-88309-544-8, Sp. 271–274.
- Levi Coffin: Reminiscences of Levi Coffin. R. Clarke & Co., 1880 (online [abgerufen am 30. April 2009]).
- Gwenyth Swain: President of the Underground Railroad: A Story about Levi Coffin. Millbrook Press, 2001, ISBN 1-57505-551-1 (online).